# Alejandra Mora
Alejandra Mora Soto é uma geógrafa marinha e cientista chilena, criadora do primeiro mapa mundial de florestas submarinas de algas gigantes.

## Biografia
Estudou geografia na Universidade do Chile entre 2001 e 2006. Em 2012, concluiu um mestrado em monitoramento, modelação e gestão ambiental no King's College, em Londres. Em seguida, entre 2013 e 2017, lecionou na Universidade Católica de Temuco, na Universidade Academia de Humanismo Cristiano, na Universidade Austral de Chile e na Universidade San Sebastián. Em 2017, iniciou seus estudos de doutoramento na Universidade de Oxford e, em 2021, começou um estágio pós-doutoral na Universidade de Vitória, no Canadá.

## Trajetória de pesquisa
Em 2016 foi convidada a participar de um projeto de investigação e mapeamento dos lugares visitados por Darwin durante sua viagem no HMS Beagle: ao aprofundar-se nos relatos sobre as florestas de algas gigantes na Terra do Fogo perguntou-se se estas florestas submarinas continuavam existindo. Depois de revisar no Google Earth a presença destas algas, que também tinha visto no passado durante uma estadia em Punta Arenas, decidiu dedicar-se ao mapeamento dessas florestas de algas com o objetivo de antecipar sua evolução futura, no contexto do aquecimento global.
Em 2017, ingressou na Universidade de Oxford para realizar um doutorado neste tema, em cuja tese desenvolveu, com a ajuda de pesquisadores da Universidade Austral, o primeiro mapa mundial de florestas submarinas de algas gigantes, mediante a combinação de sensores remotos via satélite, drones, submarinos não tripulados, uso de Google Earth e mergulhos. Até então, não haviam informações detalhadas sobre a distribuição geográfica dessas florestas, cujos talos podem medir até 60 metros de cumprimento e servir de refúgio, fonte de alimentos e criadouro para numerosas espécies. Este trabalho permitiu calcular que um terço da distribuição mundial de algas gigantes se encontra no Chile. Os mapas desenvolvidos por Mora estão orientados para o sul, com o fim de "enfatizar o caráter oceânico do planeta e sua conectividade com o hemisfério sul".
Já em 2022, Mora publicou um estudo que aponta o aumento na frequência das correntes frias no extremo sul do continente sul americano, desde o Golfo de Penas até o Cabo Horn, durante a última década. Estes resultados vão na contramão da tendência mundial de aumento das correntes quentes, e poderiam explicar-se pelo derretimento de material glacial e mudanças no padrão dos ventos.